# SN 2001ad
SN 2001ad – supernowa typu IIb odkryta 11 marca 2001 roku w galaktyce NGC 6373. W momencie odkrycia miała maksymalną jasność 17,40m.